# Polina Zjemtjuzjina
Polina Zjemtjuzjina, född Perl Karpovskaja den 27 februari 1897, död 1 april 1970 i Moskva, var en sovjetisk politiker. Hon var även känd som Molotova. Hon var gift med Vjatjeslav Molotov, en av Stalins mest inflytelserika partikamrater. Hon var även nära vän med Stalins andra hustru Nadja Allilujeva. Zjemtjuzjinas judiska härkomst kom senare att sätta käppar i hjulet för henne; efter andra världskriget förstärktes nämligen Stalins antisemitiska och nationalistiska uppfattningar.
Hon skiljdes från Molotov på förslag från Stalin. Molotov och Polina, som själv var medlem av partiet, insåg att det var bäst för dem båda att skiljas. Detta hände under 1949. Samma år uteslöts också Zjemtjuzjina ur kommunistpartiet på grund av hennes påstådda nära förbindelser med judiska nationalister. Hon dömdes till fem års läger i Kustunai, Centralasien. Hon höll kontakten med Molotov vid liv från lägret. Hon lyckades författa flera kärleksfulla brev till Molotov. Hon släpptes fri efter Stalins död 1953. När hon vid frisläppandet frågade om kamrat Stalins hälsa fick hon det ödesdigra svaret att han var död - varefter hon svimmade.  
Zjemtjuzjina återförenades med Molotov och de levde tillsammans tills hon avled 1970. Hon var hängiven partiet hela livet och lyckades att självständigt skaffa sig olika politiska poster innan hon avsattes. Efter kriget och avslöjanden om judeförföljelsen såg hon positivt på bildandet av en judisk stat vilket, förutom hennes judiska påbrå, spädde på Stalins misstänksamhet mot henne.